# Resolutie 317 Veiligheidsraad Verenigde Naties
Resolutie 317 van de Veiligheidsraad van de Verenigde Naties werd met veertien stemmen tegen één onthouding van de Verenigde Staten aangenomen op 21 juli 1972. De resolutie riep Israël opnieuw op de Syrische en Libanese soldaten die het een maand eerder gevangen had genomen vrij te laten.

## Achtergrond
In Libanon, een buurland van Israël, woonden veel Palestijnse vluchtelingen. De Palestijnse Bevrijdingsorganisatie (PLO) begon in 1968 met aanvallen op Israël, die vaak gelanceerd werden vanuit het door de PLO gecontroleerde zuiden van Libanon. Israël reageerde met vergeldingsacties op dorpen in deze regio, en hield Libanon verantwoordelijk voor het stoppen van de Palestijnse aanvallen op zijn grondgebied vanuit Zuid-Libanon. Meermaals eiste de Veiligheidsraad Israëls terugtrekking.
Op 21 juni 1972 had het Israëlisch leger in Zuid-Libanon een Syrische colonne aangevallen, waarbij vijf soldaten omkwamen, en vijf Syrische en een Libanese officier en vier agenten krijgsgevangen werden genomen. Ook kwamen bij Israëlische bombardementen negen burgers om en werden veertig huizen verwoest of beschadigd. Volgens Israël waren de militairen tot honderd meter van de grens genaderd en hadden ze zelf het vuur geopend.
Op 18 juli vroeg Libanon opnieuw een bijeenkomst van de Veiligheidsraad. Israël hield de gevangenen nog steeds vast en zoals in resolutie 316 gesteld zou de raad dan "verdere actie overwegen". De Verenigde Staten vonden resolutie 317 te vroeg komen omdat inspanningen om de militairen vrij te krijgen nog gaande waren. De VS stonden ook achter Israëls intentie om de gevangenen deel te laten uitmaken van een grotere gevangenenruil. Frankrijk hoopte dat Israël deze nieuwe oproep wel ter harte zou nemen.
Pas op 3 juni 1973 werden de zes samen met nog vijftig andere Syrische en Libanese krijgsgevangenen vrijgelaten in ruil voor drie Israëlische piloten. De deal volgde na zes maanden geheime onderhandelingen door het Internationaal Comité van het Rode Kruis. De overdracht vond plaats op een kruispunt niet ver van Quneitra.

## Inhoud
De Veiligheidsraad had de op 18 juli vastgelegde agenda in beraad genomen. De Veiligheidsraad nam ook akte van de brieven van Syrië en Libanon, en had de verklaringen van de vertegenwoordigers namens Libanon en Syrië gehoord. De Veiligheidsraad waardeerde de inspanningen van de raadsvoorzitter en secretaris-generaal Kurt Waldheim na resolutie 316.
Resolutie 316 werd herbevestigd. De Veiligheidsraad betreurde dat desondanks de door Israël in Libanon ontvoerde personeelsleden nog niet waren vrijgelaten. Israël werd opgeroepen dit personeel onmiddellijk te laten terugkeren. Aan de raadsvoorzitter en de secretaris-generaal werd gevraagd door te gaan met hun inspanningen om deze resolutie ten uitvoer te brengen.
Lijst ·  308 ·  309 ·  310 ·  311 ·  312 ·  313 ·  314 ·  315 ·  316 ·  317 ·  318 ·  319 ·  320 ·  321 ·  322 ·  323 ·  324